# Afstemning (regnskab)
|  | Afstemning har flere betydninger; se afstemning om valgproceduren. |
Ved en afstemning af et regnskab sikrer man sig, at posteringerne på en konto stemmer overens med et eksternt grundlag – oftest et kontoudtog. Afstemningen fører til, at fejl og mangler afsløres og dermed vil kunne korrigeres.
Et enkelt eksempel på en afstemning kunne være kontrollen af, at kontoudtoget for et betalingskort afstemmes mod de gemte kvitteringer for hævninger.
| Regnskab | Spire Denne regnskabsartikel er en spire som bør udbygges. Du er velkommen til at hjælpe Wikipedia ved at udvide den. |